# Barra e Jacarepaguá

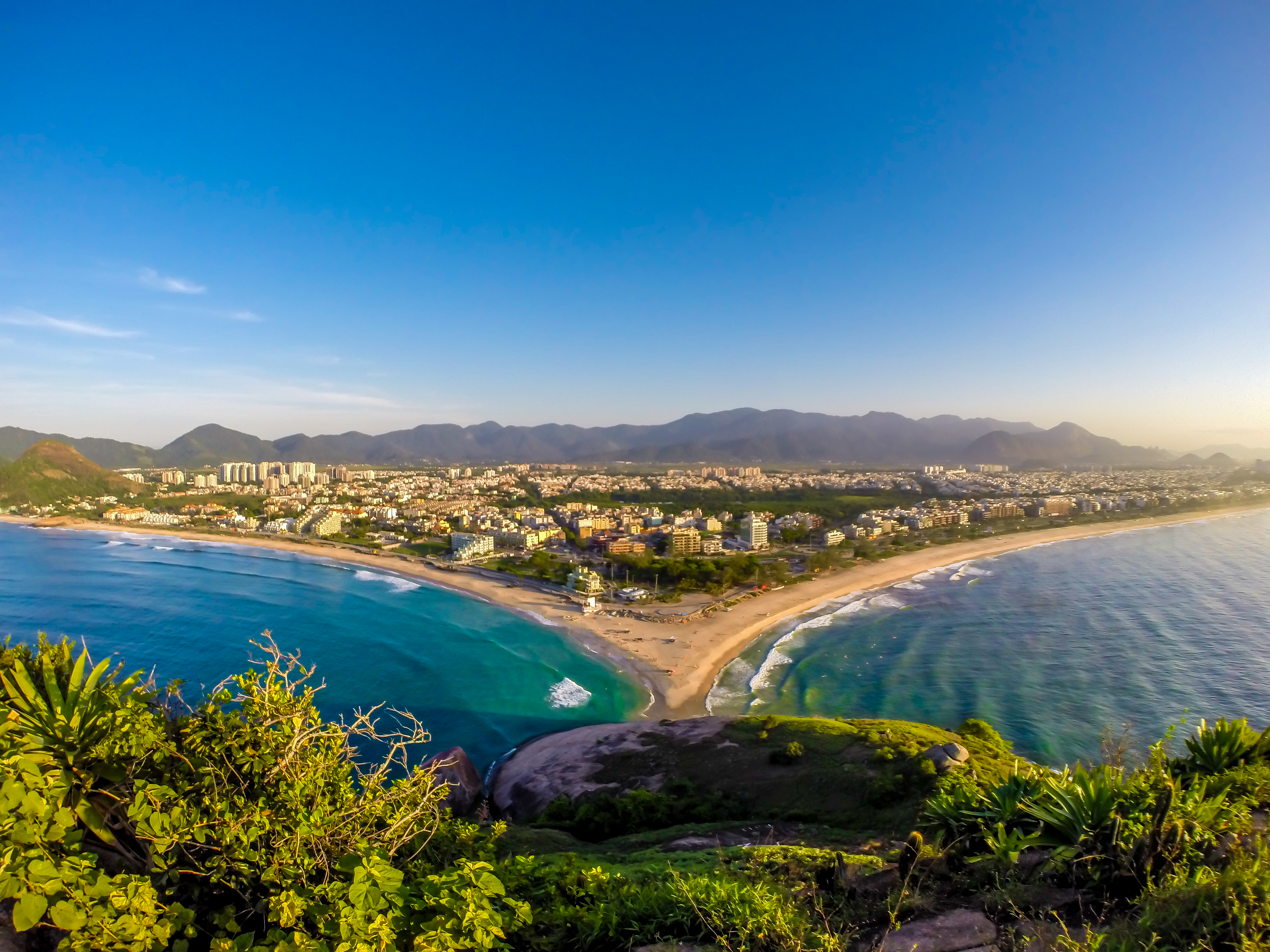
Pontal, praia no Recreio dos Bandeirantes.

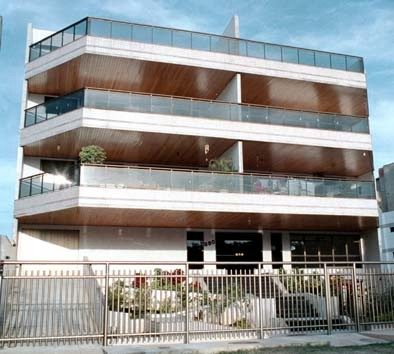
Edifício residencial típico do Recreio dos Bandeirantes

Barra, Recreio e Vargens é uma das sete subprefeituras nas quais se subadministra o município do Rio de Janeiro. A subprefeitura administra as regiões administrativas de Barra da Tijuca, Recreio e Vargens,  que englobam todos os seus bairros: Vargem Grande, Barra da Tijuca, Camorim, Vargem Pequena, Grumari, Recreio dos Bandeirantes, Itanhangá, Joá, e Largo da Barra.
Historicamente, é a subprefeitura mais jovem do município, não possuindo muitas construções anteriores ao século XX em sua jurisdição. Assim como a Zona Sul e a Grande Tijuca, esta área foi urbanisticamente preservada pela ausência da construção de linhas ferroviárias. Desde 1965, por iniciativa do prefeito Francisco Negrão, a região tem seguido um planejamento urbano a fim de tornar-se o novo centro comercial e financeiro do município. Geograficamente, é um grande vale entre o Parque Nacional da Tijuca e o Parque Estadual da Pedra Branca e, assim como a Zona Sul, tem saída para o Oceano Atlântico, possuindo catorze praias ao longo de 27 quilômetros de litoral. São elas Abricó, Amores, Barra, Grumari, Joatinga, Macumba, Marambaia, Meio, Prainha, Perigoso, Pepê, Pontal, Reserva e Recreio.
Hoje, é o principal centro de investimentos públicos e privados do Rio de Janeiro, possuíndo onze bairros entre os mais valorizados do município. Possui atualmente dezesseis shoppings centers, sendo a região com a maior concentração no município. Os três mais recentes são Américas Shopping, Crystal Mall e Shopping Metropolitano. O evento internacional Rock in Rio é realizado na região. Localizam-se também na subprefeitura o centro de convenções Riocentro, o Parque Olímpico e o estúdio de filmagens da Rede Globo, o Projac.